# Campionat de Catalunya de futbol 1928-1929

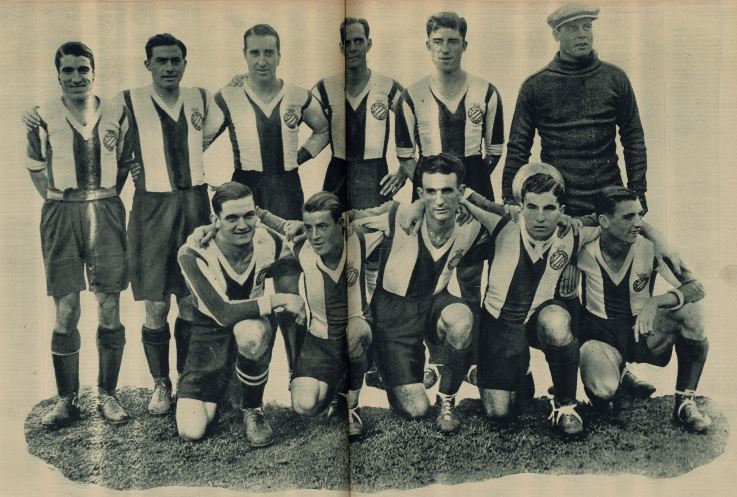
Equip del RCD Espanyol guanyador del Campionat

La temporada 1928-29 del Campionat de Catalunya de futbol fou la trentena edició de la competició. Fou disputada la temporada 1928-29 pels principals clubs de futbol de Catalunya.

## Primera Categoria

### Classificació final
| Pos | Equip            | PJ | PG | PE | PP | GF | GC | DG  | Pts | Classificació |
| --- | ---------------- | -- | -- | -- | -- | -- | -- | --- | --- | ------------- |
| 1   | RCD Espanyol (C) | 10 | 9  | 1  | 0  | 32 | 4  | +28 | 19  | Campió        |
| 2   | CE Europa        | 10 | 4  | 5  | 1  | 23 | 8  | +15 | 13  |               |
| 3   | FC Barcelona     | 10 | 5  | 2  | 3  | 23 | 13 | +10 | 12  |               |
| 4   | UE Sants (O)     | 10 | 3  | 2  | 5  | 18 | 20 | −2  | 8   | Promoció      |
| 5   | CE Sabadell (R)  | 10 | 2  | 1  | 7  | 6  | 30 | −24 | 5   | Promoció      |
| 6   | Terrassa FC (R)  | 10 | 1  | 1  | 8  | 8  | 35 | −27 | 3   | Promoció      |

La temporada 1928-29, a causa de l'inici de la lliga espanyola, el campionat es redueix a 6 equips i es juga de setembre a novembre. Canvia la denominació de Primera A a Primera Categoria. Els tres darrers classificats disputaren una fase de promoció amb els set millors clubs de segona. El RCD Espanyol es proclamà campió.

### Resultats finals
- Campió de Catalunya: RCD Espanyol
- Classificats per Campionat d'Espanya: RCD Espanyol, CE Europa i FC Barcelona
- Descensos: CE Sabadell FC i FC Terrassa
- Ascensos: CE Júpiter i FC Badalona

## Segona Categoria
Amb la reestructuració del campionat, la Primera B s'amplia a 12 equips i adopta el nom de Segona Categoria Preferent. Es dividí en tres grups de quatre equips.
Grup I
| Pos | Equip          | PJ | PG | PE | PP | GF | GC | DG  | Pts | Classificació |
| --- | -------------- | -- | -- | -- | -- | -- | -- | --- | --- | ------------- |
| 1   | CE Manresa     | 6  | 4  | 1  | 1  | 17 | 7  | +10 | 9   | Promoció      |
| 2   | Club Gimnàstic | 6  | 2  | 2  | 2  | 11 | 12 | −1  | 6   | (Nota)        |
| 3   | Alumnes Obrers | 6  | 2  | 1  | 3  | 9  | 14 | −5  | 5   |               |
| 4   | FC Lleida (R)  | 6  | 1  | 2  | 3  | 10 | 14 | −4  | 4   | Promoció      |

Grup II
| Pos | Equip          | PJ | PG | PE | PP | GF | GC | DG  | Pts | Classificació |
| --- | -------------- | -- | -- | -- | -- | -- | -- | --- | --- | ------------- |
| 1   | UE Sant Andreu | 6  | 4  | 1  | 1  | 12 | 9  | +3  | 9   | Promoció      |
| 2   | CE Júpiter (C) | 6  | 4  | 0  | 2  | 13 | 7  | +6  | 8   | Campió        |
| 3   | FC Martinenc   | 6  | 3  | 1  | 2  | 15 | 13 | +2  | 7   | Promoció      |
| 4   | Gràcia FC (O)  | 6  | 0  | 0  | 6  | 2  | 13 | −11 | 0   | Promoció      |

Grup III
| Pos | Equip                   | PJ | PG | PE | PP | GF | GC | DG  | Pts | Classificació |
| --- | ----------------------- | -- | -- | -- | -- | -- | -- | --- | --- | ------------- |
| 1   | FC Badalona             | 6  | 4  | 0  | 2  | 20 | 8  | +12 | 8   | Promoció      |
| 2   | FC Palafrugell          | 6  | 3  | 0  | 3  | 7  | 8  | −1  | 6   | Promoció      |
| 3   | Iluro SC                | 6  | 2  | 1  | 3  | 7  | 13 | −6  | 5   |               |
| 4   | Atlètic de Sabadell (O) | 6  | 2  | 1  | 3  | 8  | 13 | −5  | 5   | Promoció      |

Els quatre millor classificats, Badalona, Sant Andreu, Júpiter i Manresa, disputaren el campionat de la categoria en semifinals i final.
A semifinals:
| Equip 1    | Global | Equip 2        | Anada | Tornada |
| ---------- | ------ | -------------- | ----- | ------- |
| CE Manresa | 1-3    | UE Sant Andreu | 1-2   | 0-1     |
| CE Júpiter | 4-3    | FC Badalona    | 4-2   | 0-1     |

Pel tercer lloc:
| Equip 1     | Global | Equip 2    | Anada | Tornada |
| ----------- | ------ | ---------- | ----- | ------- |
| FC Badalona | 4-5    | CE Manresa | 2-3   | 2-2     |

A la final:
| Equip 1        | Global | Equip 2    | Anada | Tornada |
| -------------- | ------ | ---------- | ----- | ------- |
| UE Sant Andreu | 0-3    | CE Júpiter | 0-1   | 0-2     |

El CE Júpiter es proclamà campió de Segona Categoria Preferent.
Els tres següents clubs millor classificats, Gimnàstic de Tarragona, Martinenc i Palafrugell disputaren el Torneig d'Eliminació per aconseguir dues places per al Campionat de Promoció. Els partits es disputaren entre l'11 de novembre i el 8 de desembre de 1928. Martinenc i Palafrugell assoliren la classificació.
| Equip 1             | Marcador | Equip 2             |
| ------------------- | -------- | ------------------- |
| FC Palafrugell      | 4-3      | FC Martinenc        |
| FC Martinenc        | 2-1      | Nàstic de Tarragona |
| FC Palafrugell      | 5-2      | Nàstic de Tarragona |
| FC Martinenc        | 2-0      | FC Palafrugell      |
| Nàstic de Tarragona | 1-2      | FC Martinenc        |
| Nàstic de Tarragona | n/d      | FC Palafrugell      |

Els tres darrers classificats de Primera (Sants, Sabadell i Terrassa) i 7 equips de Segona Preferent (els sis millors classificats, Júpiter, Sant Andreu, Manresa, Badalona, Martinenc i Palafrugell, més el Gràcia, que havia baixat de Primera la temporada anterior) disputaren la Promoció per tres places a la màxima categoria la propera temporada.

| Pos | Equip              | PJ | PG | PE | PP | GF | GC | DG  | Pts | Classificació |
| --- | ------------------ | -- | -- | -- | -- | -- | -- | --- | --- | ------------- |
| 1   | FC Badalona (O, P) | 18 | 12 | 3  | 3  | 51 | 30 | +21 | 27  | Ascens a 1a   |
| 2   | CE Júpiter (O, P)  | 18 | 12 | 2  | 4  | 34 | 24 | +10 | 26  | Ascens a 1a   |
| 3   | UE Sants (O)       | 18 | 11 | 3  | 4  | 41 | 19 | +22 | 25  | Roman a 1a    |
| 4   | CE Sabadell        | 18 | 9  | 6  | 3  | 35 | 25 | +10 | 24  | Baixa a 2a    |
| 5   | CE Manresa         | 18 | 9  | 1  | 8  | 44 | 25 | +19 | 19  |               |
| 6   | FC Palafrugell     | 18 | 7  | 2  | 9  | 43 | 43 | 0   | 16  |               |
| 7   | FC Martinenc       | 18 | 7  | 2  | 9  | 38 | 47 | −9  | 16  |               |
| 8   | Terrassa FC        | 18 | 5  | 3  | 10 | 32 | 44 | −12 | 13  | Baixa a 2a    |
| 9   | UE Sant Andreu     | 18 | 4  | 5  | 9  | 24 | 28 | −4  | 13  |               |
| 10  | Gràcia FC          | 18 | 0  | 1  | 17 | 9  | 66 | −57 | 1   |               |

FC Badalona, CE Júpiter i UE Sants aconseguiren la plaça per Primera la propera temporada.

## Tercera Categoria
La tercera categoria del Campionat de Catalunya de futbol (anomenada de Segona Categoria) es disputà seguint criteris regionals.
A la demarcació de Barcelona estigué formada pels següents equips:
- Grup A: US Poble Nou, Atlètic Club del Turó, FC Artiguenc-Llevant, UA d'Horta, Catalunya de Les Corts i US Atlètic Fortpienc
- Grup B: Granollers SC, SC Mollet, FC Ripollet i Popular d'Arenys
- Grup C: FC Güell, FC Santfeliuenc, CD Sitges, FC Santboià, FC Vilafranca i UE Vilafranca
- Grup D: Vic FC, Flor de Lis, UE Sant Vicenç i CE Súria

El FC Santboià es proclamà campió de Barcelona. El club es classificà directament per disputar la promoció d'ascens a Segona Categoria Preferent.
La classificació final al campionat de Girona va ser: UD Girona 26 punts (campió); Palamós SC 17; L'Escala FC 17; Unió Sportiva de Figueres 13; Club Ceida 13; Olot FC 12; Ateneu Social Democràtic de Girona 10 i US Bisbalenca 4.
El FC Tarragona es proclamà campió del Campionat de Tarragona. La resta de participants foren Reus Deportiu, FC Vendrell i Athletic Vallenc.
Al campionat de Lleida participen els equips: FC Tàrrega, Camarasa FC, SC Mollerussa, Lleida Calaveres FC, FC Lleida B, SC Miralcamp i FC Castelldans. El FC Tàrrega es proclamà campió.
Els campions de Tarragona, Girona i el segon i tercer de Barcelona disputaren el Torneig de Campions per buscar dos clubs per disputar amb el Santboià la promoció d'ascens a Segona Preferent. El clubs foren FC Artiguenc-Llevant, Vic FC, UD Girona i FC Tarragona. Assoliren les dues places en disputa FC Artiguenc-Llevant i UD Girona.
Els tres darrers classificats de cada grup de Segona Preferent (Lleida, Gràcia i Atlètic) i els tres classificats de Segona (Santboià, Artiguenc i Girona) disputaren la promoció a Preferent.
| Equip 1              | Global | Equip 2                | Anada | Tornada |
| -------------------- | ------ | ---------------------- | ----- | ------- |
| FC Artiguenc-Llevant | 0-1    | Gràcia FC              | 0-0   | 0-1     |
| UD Girona            | 3-4    | Atlètic FC de Sabadell | 2-3   | 1-1     |
| FC Santboià          | 3-0    | FC Lleida              | 3-0   | 0-0     |

Gràcia FC i Atlètic FC de Sabadell mantingueren la categoria. El FC Santboià assolí l'ascens i el FC Lleida perdé la categoria.